# Col des Dômes
Pour les articles homonymes, voir Miage.
Ne doit pas être confondu avec Col de Miage ou Col du Dôme.
Le col des Dômes ou col des Miages est un col de France qui se situe dans le massif du Mont-Blanc, sur l'arête des dômes de Miage qui lui ont donné son nom. Il se trouve à 3 559 mètres d'altitude, entre le Second Dôme au sud-ouest à 3 633 mètres d'altitude et le Cinquième Dôme au nord-est à 3 673 mètres d'altitude. Il s'ouvre au nord-ouest sur une paroi de 1 000 mètres de hauteur occupée en partie par le glacier du Col des Dômes et au sud-est sur une courte vallée glacée donnant sur le glacier de Tré-la-Tête, l'une des voies pour l'ascension des dômes de Miage au départ du refuge des Conscrits.
La frontière avec l'Italie se trouve non loin, passant au Cinquième Dôme et au col Infranchissable à l'est. Le col est intégralement situé sur le territoire communal de Saint-Gervais-les-Bains, la limite communale avec les Contamines-Montjoie passant à quelques dizaines de mètres au sud, en ligne droite entre le Second Dôme et le col Infranchissable.